# 이인철 (법조인)
이인철(1973년 11월 3일 ~ )은 대한민국의 변호사이며, 법무법인 리 대표변호사이다.

## 학력
- 연세대학교 법학 학사
- 고려대학교 대학원 법학 박사과정 수료

## 경력
- 2004년 제44회 사법시험 합격
- 법무법인 리 대표변호사

## 방송
- 《불만제로》
- 《이사고 - 부부의 법칙》(스토리온)
- 《황금알》
- 《님과 남사이》
- 《서세원 남희석의 여라가지 연구쇼》
- 《4시 상황실 사건반장》(JTBC)
- 《알토란》
- 《생방송 오늘 아침》(MBC)
- 《1대100》(KBS2)
- 《님과 남사이 2》(MBN)
- 《위기탈출 넘버원》(KBS2)
- 《TV로펌 법대법》(TV조선)
- 《TV조선 강적들》
- 《행복한 아침》
- 《뉴스파이터》(MBN)